# Tomáš Hasilla
Tomáš Hasilla (* 23. August 1990 in Brezno, Slowakei, Tschechische und Slowakische Föderative Republik) ist ein ehemaliger slowakischer Biathlet.

## Karriere
Tomáš Hasilla vom Klub biatlonu Osrblie bestritt 2007 seine ersten internationalen Rennen im Europacup der Junioren. Erste internationale Meisterschaften wurden die Biathlon-Juniorenweltmeisterschaften 2008 in Ruhpolding, wo er 38. des Einzels, 39. des Sprints, 46. der Verfolgung und 15. mit der Staffel wurde. Es folgten die Juniorenrennen der Biathlon-Europameisterschaften 2008 in Nové Město na Moravě, bei denen der Slowake 55. des Einzels, 65. des Sprints und 15. des Staffelrennens wurde. Ein Jahr später trat er erneut in Canmore bei den Juniorenweltmeisterschaften an und belegte die Ränge 49 im Einzel, 24 im Sprint, 28 in der Verfolgung und wurde 13. mit der Staffel. Im weiteren Jahresverlauf startete Hasilla bei den Juniorenrennen der Sommerbiathlon-WM in Oberhof. Bei den Crosslauf-Rennen wurde er 30. des Sprints und 20. der Verfolgung, auf Rollski 16. des Sprints, 21. der Verfolgung und Siebter im Mixed-Staffelwettkampf. Es folgten 2010 die Juniorenweltmeisterschaften in Torsby, bei denen Hasilla Zehnter des Einzels und 14. des Sprints wurde und auch aufgrund einer schlechten Schießleistung mit sieben Fehlern auf den 42. Rang in der Verfolgung zurückfiel. Kurz darauf startete er erneut bei den Juniorenrennen der Biathlon-Europameisterschaften 2010 in Otepää und erreichte die Platzierungen 26 im Einzel, 29 im Sprint, 24 in der Verfolgung und zehn mit der Mixed-Staffel. Im Sommer gewann er einen Sprint und ein Verfolgungsrennen im IBU-Sommercup der Junioren. Danach startete der Slowene erneut bei den Weltmeisterschaften im Sommerbiathlon in Duszniki-Zdrój, bei denen Hasilla Zehnter des Sprints, 12. der Verfolgung und Mixed-Staffel-Fünfter wurde. Letzte Juniorensaison wurde 2010/11. Zunächst nahm Hasilla in Nové Město an seinen vierten Juniorenweltmeisterschaften teil und erreichte mit Platz 13 im Einzel, 17 im Sprint und 20 in der Verfolgung erneut gute Ergebnisse, erreichte mit der Staffel aber nur den 20. Platz. Die Junioren-Europameisterschaften in Ridnaun brachten die Ränge 16 im Einzel, 28 im Sprint, 23 im Verfolgungsrennen und zehn mit der Mixed-Staffel. Im Sommer nahm er zunächst erfolgreich an den Sommerbiathlon-Europameisterschaften 2011 in Martell teil und wurde Vierter im Sprint sowie hinter Iwan Morawskyj im Verfolgungsrennen und mit Paulína Fialková, Lucia Simová und Michal Kubaliak im Mixed-Staffelrennen Silbermedaillengewinner. Etwas weniger erfolgreich verliefen die Sommerbiathlon-Weltmeisterschaften 2011 in Nové Město, Hasilla wurde 24. des Sprints, 12. der Verfolgung und Siebter mit der Mixed-Staffel.
Sein erstes internationales Rennen bei den Männern bestritt Hasilla 2009 im IBU-Cup. In Osrblie gewann er als 38. eines Sprints in seinem ersten Rennen sogleich die ersten Punkte. Erste internationale Meisterschaften wurden die Biathlon-Europameisterschaften 2012 in Osrblie. Hasilla wurde 34. des Einzels, 20. des Sprints und 17. der Verfolgung. Im Staffelrennen wurde er mit Martin Otčenáš, Norbert Gröne und Peter Kazár 12. National gewann er 2012 mit Silber im Massenstartrennen hinter Martin Otčenáš seine erste Medaille.
Während des Biathlon-Weltcup 2012/2013 wurde Hasilla zweimal im Rahmen der Staffel eingesetzt. Bei diesen beiden Staffelrennen erreichte die slowakische Mannschaft jeweils den siebten Rang und damit auch Weltcuppunkte.
In der Saison 2013/2014 erkämpfte Hasilla seine ersten Punkte in einem Individualweltcuprennen. Beim Einzelrennen in Annecy-Le Grand Bornand erreichte er den 32. Platz und damit neun Weltcuppunkte.
Nach der Saison 2021/22 trat Hasilla vom Leistungssport zurück und übernahm eine Aufgabe als Trainer in Jablonec nad Nisou. Er gab jedoch 2023 beim Weltcup in Nové Město und bei der Sommerweltmeisterschaft am selben Ort kurze Comebacks.

## Statistiken

### Weltcupstatistik
Die Tabelle zeigt alle Platzierungen (je nach Austragungsjahr einschließlich Olympische Spiele und Weltmeisterschaften).
- 1.–3. Platz: Anzahl der Podiumsplatzierungen
- Top 10: Anzahl der Platzierungen unter den ersten zehn (einschließlich Podium)
- Punkteränge: Anzahl der Platzierungen innerhalb der Punkteränge (einschließlich Podium und Top 10)
- Starts: Anzahl gelaufener Rennen in der jeweiligen Disziplin
- Staffel: inklusive Mixed- und Single-Mixed-Staffeln

| Platzierung                    | Einzel | Sprint | Verfolgung | Massenstart | Staffel | Gesamt |
| ------------------------------ | ------ | ------ | ---------- | ----------- | ------- | ------ |
| 1. Platz                       |        |        |            |             |         |        |
| 2. Platz                       |        |        |            |             |         |        |
| 3. Platz                       |        |        |            |             |         |        |
| Top 10                         |        |        |            |             | 8       | 8      |
| Punkteränge                    | 2      | 8      | 4          |             | 61      | 75     |
| Starts                         | 19     | 70     | 20         |             | 61      | 170    |
| Stand: nach der Saison 2022/23 |        |        |            |             |         |        |

### Olympische Winterspiele
Ergebnisse bei Olympischen Winterspielen:
|                                             | Einzelwettbewerbe | Einzelwettbewerbe | Einzelwettbewerbe | Einzelwettbewerbe | Staffelwettbewerbe | Staffelwettbewerbe |
| Sprint                                      | Verfolgung        | Einzel            | Massenstart       | Herrenstaffel     | Mixedstaffel       |                    |
| ------------------------------------------- | ----------------- | ----------------- | ----------------- | ----------------- | ------------------ | ------------------ |
| Olympische Winterspiele 2014 \| Sotschi     | 64.               | –                 | 42.               | –                 | 12.                | –                  |
| Olympische Winterspiele 2018 \| Pyeongchang | 70.               | –                 | 86.               | –                 | 18.                | –                  |